# 地球大気開発計画
地球大気開発計画（ちきゅうたいきかいはつけいかく、英: Global Atmospheric Research Program、略称: GARP（ガープ））は、地球の大気大循環の仕組みを科学的に解明することにより、長期予報の可能性を探る目的で、WMO（世界気象機関）と ICSU（国際学術連合会議）の共同で、1970年代を中心に実施された、大規模な国際的研究・開発プログラムである。
1967年に始動した当計画では、1974年のGARP大西洋熱帯実験（英: GARP Atlantic Tropical Experiment; GATE）から1982年の ALPEX（アルプス実験）に至るまで、あらゆる重要な分野における実験が実施された。これらの一連のフィールド実験により、気象学は目覚ましい発展を遂げ、特に数値予報の精度が大幅に向上した。
1980年代に入ると、GARP の主旨は WCP（世界気候計画）へと引き継がれ、GARP は発展的に解消した。

## 経緯
1961年12月に開かれた国連総会は、宇宙開発の一環として衛星などを用いた全球大気に関する科学と技術を促進することをWMOに対して勧告した。これを受けて、世界気象機関（WMO） は国連に対して、WWW（世界気象監視計画）プログラムを策定した。また、国連総会は1962年12月14日にWMOとICSU（国際学術連合会議）に、このWWWプログラムを補うための大気科学の研究を要請した。その後、ICSU 傘下の IUGG（国際測地学・地球物理学連合）がこの研究計画に協力することを表明した。こうして出来たのが地球大気開発計画（Global Atmospheric Research Programme: GARP）であり、1967年にGARPはWMOと国際科学会議（ICSU）の下で正式な国際協力として発足した。WMOは、その下に大気科学委員会 (CAS; Comimittee on Atmospheric Sciences) を設置して、各国の研究機関・団体によって実行力を持ってGARP を実施していくことが決定した。
GARPはオペレーショナルなWWWプログラムを研究分野から支えるものであり、その下で第1回全球実験（FGGE）、極域実験 (Polar Experiment: POLEX)、モンスーン実験 (Monsoon Experiment: MONEX)、大西洋熱帯実験 (GARP Atlantic Tropical Experiment: GATE)、など極域、モンスーン、熱帯などに関するさまざまな研究プロジェクトが行われた。また、GARPは気候の解明にも取り組み、それは、現在はWMOと国際学術会議（ISC）、国連環境計画（UNEP）が主導する世界気候研研究計画（World Climate Research Programme: WCRP）に引き継がれている。
WWWプログラムは、定常的に気象データを取得して、例えば数値モデルをテストするための観測データなど研究プログラムの基礎となる不可欠なデータをGARPに提供した。一方でGARPによる予報用の数値モデルのテスト結果などの研究成果は、現業観測であるWWWプログラムをさらに効果的な観測システムにするための資料となった。このようにWWWプログラムとGARPは、現業観測と研究がともに役割分担して相補的な役割を果たすことによって、数値予報などの気象学や大気科学の発展に大きく貢献した。

## GATE年表
- 1972年 : Kuetner、Rider、Sitnikovらによる「実験設計提案」が WMO と ICSU から成る合同組織委員会 (Joint Organizing Committee; JOC) と熱帯実験委員会 (Tropical Experiment Board; TEB) に承認される。
- 1974年6月15日 : 実験開始
- 6月17日 - 25日 : 第一次中間報告
- 6月26日 - 7月16日 : 観測フェーズI
- 7月17日 - 7月27日 : 第二次中間報告
- 7月28日 - 8月17日 : 観測フェーズII
- 8月18日 - 8月29日 : 第三次中間報告
- 8月30日 - 9月19日 : 観測フェーズIII
- 9月20日 - 9月23日 : 最終報告[3]